# Alfonso Fidalgo
Alfonso Fidalgo López (Cembranos, 11 de junio de 1969) es un deportista español que compitió en atletismo adaptado. Ganó seis medallas en los Juegos Paralímpicos de Verano entre los años 1992 y 2000.

## Palmarés internacional
| Juegos Paralímpicos | Juegos Paralímpicos      | Juegos Paralímpicos | Juegos Paralímpicos |
| Año                 | Lugar                    | Medalla             | Prueba              |
| ------------------- | ------------------------ | ------------------- | ------------------- |
| 1992                | Barcelona (España)       | Medalla de oro      | Disco B1            |
| 1992                | Barcelona (España)       | Medalla de oro      | Peso B1             |
| 1996                | Atlanta (Estados Unidos) | Medalla de oro      | Disco F10           |
| 1996                | Atlanta (Estados Unidos) | Medalla de oro      | Peso F10            |
| 2000                | Sídney (Australia)       | Medalla de oro      | Disco F11           |
| 2000                | Sídney (Australia)       | Medalla de plata    | Peso F11            |